# Knightstown
Knightstown és una població dels Estats Units a l'estat d'Indiana. Segons el cens del 2000 tenia 2.148 habitants.

## Demografia
Segons el cens del 2000, Knightstown tenia 2.148 habitants, 915 habitatges, i 595 famílies. La densitat de població era de 1.168,1 habitants/km².
Dels 915 habitatges en un 31,3% hi vivien nens de menys de 18 anys, en un 50,9% hi vivien parelles casades, en un 10,4% dones solteres, i en un 34,9% no eren unitats familiars. En el 31,4% dels habitatges hi vivien persones soles el 16,4% de les quals corresponia a persones de 65 anys o més que vivien soles. El nombre mitjà de persones vivint en cada habitatge era de 2,35 i el nombre mitjà de persones que vivien en cada família era de 2,93.
Per edats la població es repartia de la següent manera: un 25,7% tenia menys de 18 anys, un 7,1% entre 18 i 24, un 27,7% entre 25 i 44, un 22,2% de 45 a 60 i un 17,3% 65 anys o més.
L'edat mediana era de 37 anys. Per cada 100 dones de 18 o més anys hi havia 82,1 homes.
La renda mediana per habitatge era de 35.639$ i la renda mediana per família de 42.222$. Els homes tenien una renda mediana de 36.081$ mentre que les dones 22.111$. La renda per capita de la població era de 22.466$. Entorn del 7% de les famílies i el 7,1% de la població estaven per davall del llindar de pobresa.

## Poblacions més properes
El següent diagrama mostra les poblacions més properes.